# Тубе, Шарль
Ша́рль Тубе (фр. Charles Toubé; 22 января 1958, Яунде — 4 августа 2016, Дуала) — камерунский футболист, играл на позиции полузащитника, участник чемпионата мира 1982 года. Обладатель Кубка африканских наций 1984 года.

## Биография

### Клубная карьера
Тубе всю футбольную карьеру играл за «Тоннер», с которым выиграл три чемпионских титула. В этом же клубе он завершил игровую карьеру в 1985 году в возрасте 27 лет.

### Карьера в сборной
В составе сборной Камеруна принимал участие на чемпионате мира 1982 года, но на турнире не играл. Летом 1984 года принимал участие на олимпийском турнире 1984 года, где сыграл во всех трёх матчах группового этапа, два из которых завершились поражениями камерунцев. Тубе становился чемпионом на Кубке африканских наций 1984 года и серебряным призёром Кубка африканских наций 1986 года.

### Смерть
Скончался 4 августа 2016 года в больнице города Дуала после продолжительной болезни.

## Достижения
«Тоннер»
- Чемпион Камеруна (3) : 1981, 1983, 1984

 Камерун
- Обладатель Кубка африканских наций (1) : 1984